# Рикша

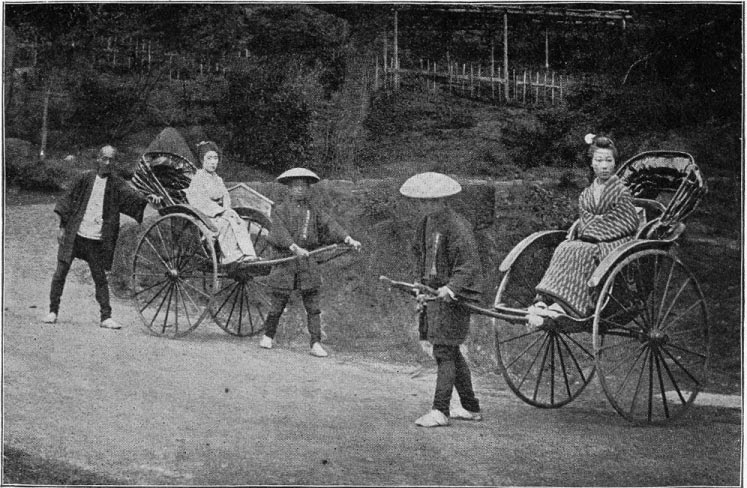
Рикши в Японии (1897)

Ри́кша (сильно искажённое дзинрикися — яп. 人力車, где первый иероглиф означает «человек», второй — «сила», третий — «повозка») — вид транспорта, особенно распространённый в Восточной и Южной Азии: повозка (чаще всего двухколёсная), которую тянет за собой, взявшись за оглобли, человек (также называющийся рикшей, на Мадагаскаре таких людей чаще называют «пус-пус» — от фр. pousse-pousse — «толкай-толкай»). Повозка, как правило, рассчитана на одного или двух человек.

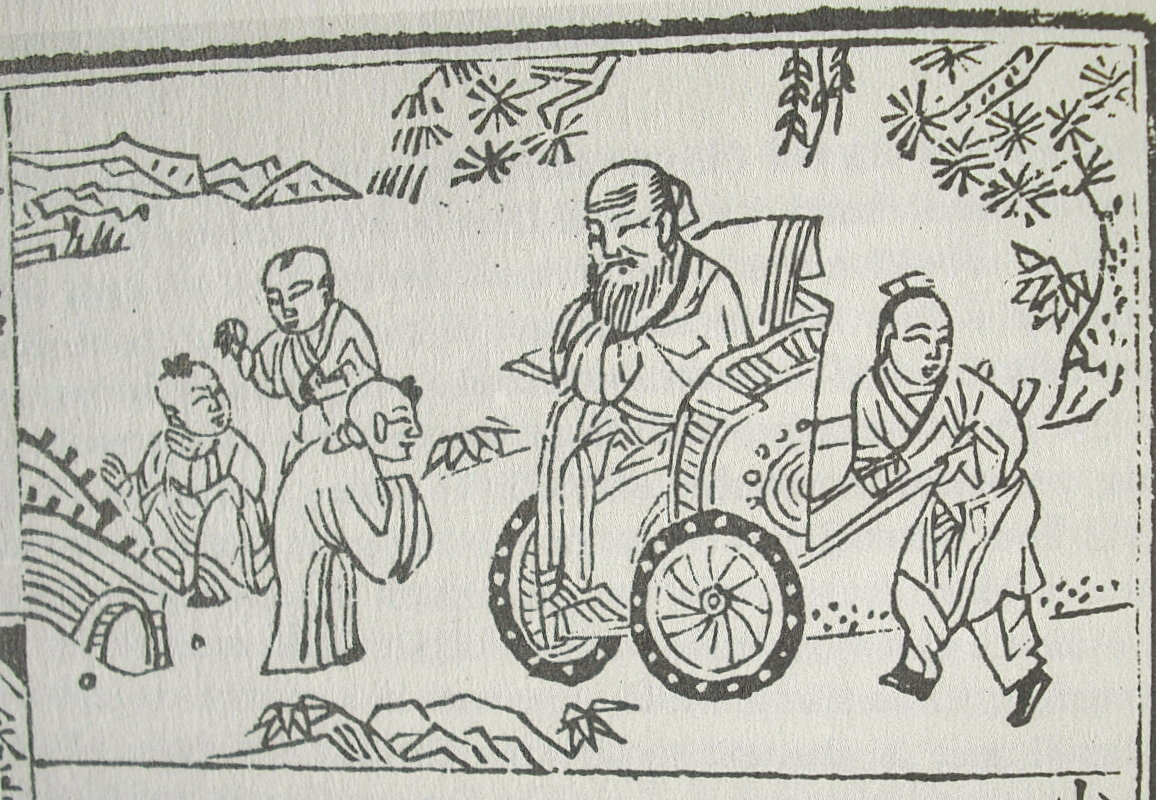
Перевозка Конфуция колёсным транспортом; иллюстрация из китайской детской книжки 1680 г.

Рикша в Малайе. Начало XX в. — Национальный музей Малайзии

Известно, что повозки, полностью аналогичные рикшам, были в ходу в Париже в XVII—XVIII веках (встреча двух таких повозок изображена на комической картине художника Клода Жилло в 1707 году). Однако затем такие повозки из употребления вышли.
В Японии, откуда рикши распространились в другие азиатские страны, их появление относится к рубежу 1860-70-х гг. Это изобретение приписывается некоторыми американскому миссионеру по имени то ли Джонатан Гобл, то ли Джонатан Скоби, который придумал такую коляску для своей больной жены.

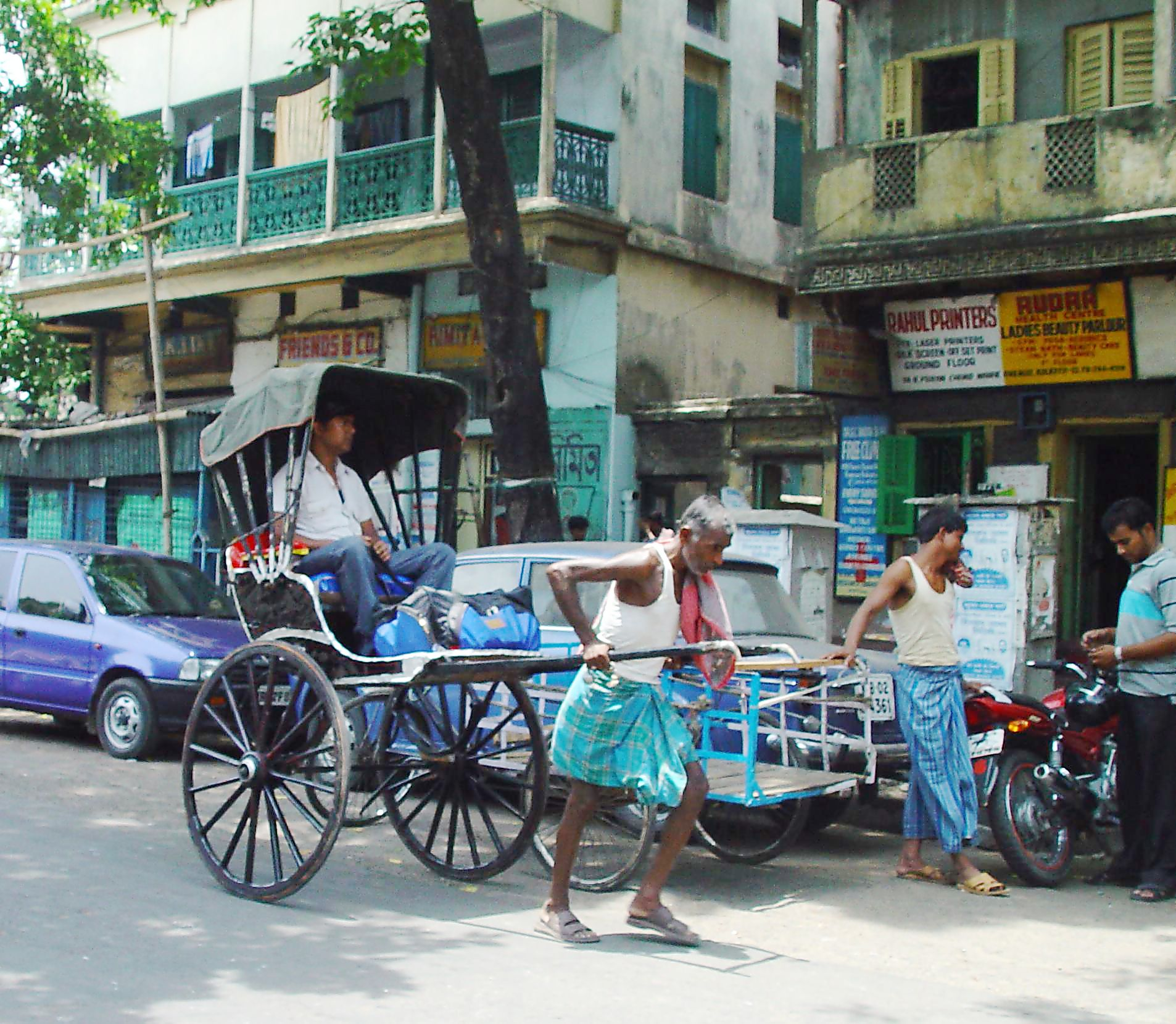
Рикша в Калькутте (2004)

По другой версии, идея рикши принадлежит трём японцам — Ёсукэ Идзуми, Токудзиро Судзуки и Косукэ Такаяма; во всяком случае, именно они в 1870 году получили в Токио официальное разрешение на изготовление и продажу таких повозок. В целом появление в Японии рикш связывают с западным влиянием, многократно усилившимся после Революции Мэйдзи 1868 года: темп жизни в городах значительно возрос, потребность в быстром перемещении людей усилилась, и использовавшихся прежде паланкинов стало недостаточно (они передвигались медленней и требовали минимум двух носильщиков), а содержание лошадей было явно дороже. Считается, что к 1872 г. в Токио было уже около 40 тыс. рикш и это был основной вид общественного транспорта в Японии. В 1896 г. в Японии насчитывалось 210 тыс. рикш. Однако затем, с появлением автомобиля, их число стало сокращаться: так, по данным 1938 г., рикш в Японии было около 13 тысяч.
Сразу после Второй мировой войны, в условиях разрухи, рикши вернулись на улицы японских городов, но ненадолго. В настоящее время в Японии рикши (и велорикши) являются элементом туристической индустрии.

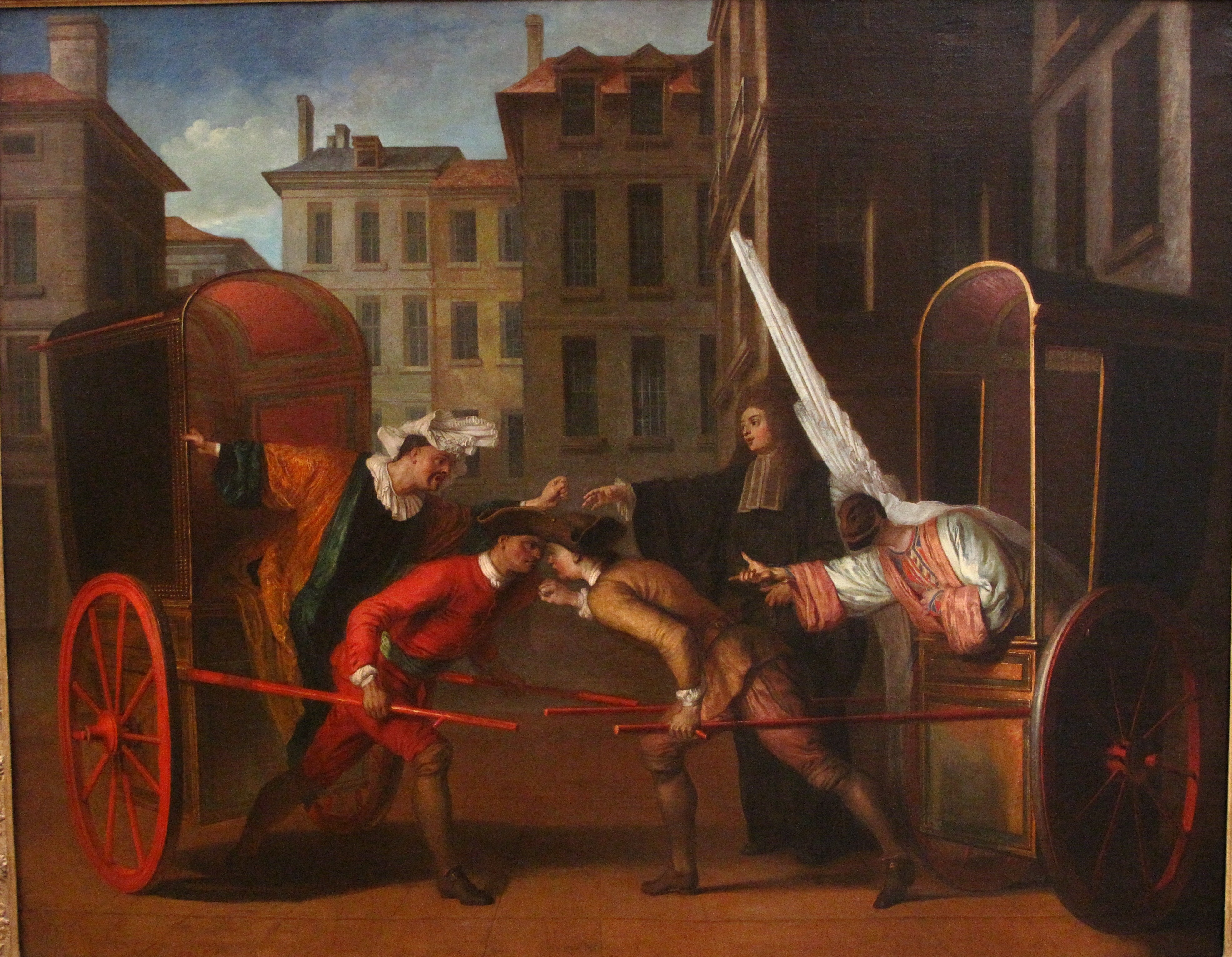
Клод Жилло. Встреча двух повозок (1707)

Уже в 1870-е рикши стали появляться в других странах. В Гонконге первые рикши появились в 1874 г., в 1920-е их было около 3000, однако после Второй мировой войны их количество резко уменьшилось. В 2002 г. в Гонконге насчитывалось всего четверо рикш. Широко распространились рикши и в континентальном Китае. В Индии (вместе с нынешними Пакистаном и Бангладеш) рикши появились около 1880 г. (уже в 1885 г. это отражается в рассказе Редьярда Киплинга «Рикша-призрак») и особенную популярность приобрели в Калькутте.

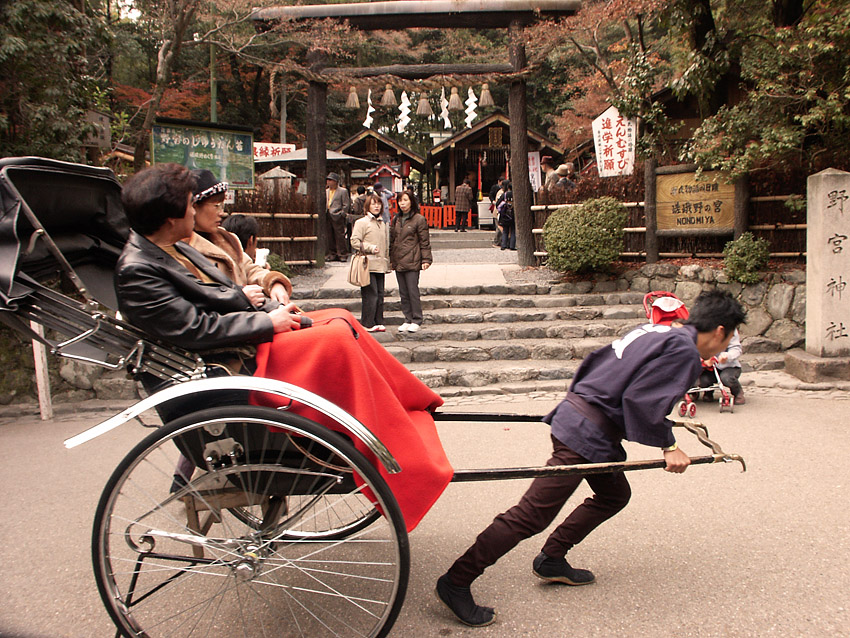
Рикши в современной Японии — элемент туристической индустрии

В послевоенные годы там, где рикши не начали исчезать по экономическим и технологическим причинам, то есть в странах с медленным экономическим ростом, их стали запрещать как зримую примету экономической слабости и низкого благосостояния. В Китае рикши были запрещены ещё в 1949 г. В штате Западная Бенгалия (к которому принадлежит Калькутта) с 1945 года прекратилась выдача разрешений на труд рикши, с 1972 г. было запрещено их появление на главных улицах Калькутты, в 1982 г. городские власти конфисковали около 12 000 повозок и уничтожили их. Несмотря на это, по данным 1992 г., в Калькутте работало около 30 000 рикш. В 2005 г. правительство Западной Бенгалии объявило о намерении полностью запретить рикш, что привело к уличным протестам и забастовкам.
Рикши распространены также в Южно-Африканской Республике.

## В культуре
Один из известнейших романов Лао Шэ «Рикша» посвящён жизни человека, вынужденного зарабатывать на жизнь данной профессией.
В СССР действовал неофициальный запрет морякам торгового флота на использование рикш (в том числе велорикш) в качестве транспорта во время поездок в страны Юго-Восточной Азии, что неоднократно упоминается в советской литературе:

— Скажите, рикши ещё на свете есть? — спросил Мамайчук так неожиданно, что капитан невольно улыбнулся: так и бросает этого «неуправляемого» от земного ядра до рикш.
— Почему вдруг рикши?..
— Просто не верится, что где-то люди ещё ездят на людях. Один двуногий везет на себе другого. И не инвалида, а какого-нибудь паршивого колонизатора…
— Бечак называется такой велосипед, — сказал капитан, и лицо его нахмурилось.
Возможно, вспомнились ему чужие портовые города, стоянки рикш, где эти худые запыленные люди на трехколесных своих велосипедах зорко высматривают пассажиров, с криком бросаются на каждого, за полы хватают…
— На вид такой невинный велосипед с коляской. Но наш советский моряк никогда не сядет в ту коляску.
— Олесь Гончар, «Тронка»